# Kikimora palustris
Kikimora palustris är en spindelart som beskrevs av Kirill Yeskov 1988. Kikimora palustris ingår i släktet Kikimora och familjen täckvävarspindlar. Enligt den finländska rödlistan är arten sårbar i Finland. Artens livsmiljö är myrar. Inga underarter finns listade i Catalogue of Life.